# Plusidia abrostoloides
Plusidia abrostoloides är en fjärilsart som beskrevs av Butler 1879. Plusidia abrostoloides ingår i släktet Plusidia och familjen nattflyn. Inga underarter finns listade i Catalogue of Life.